# جيم باتريك
جيم باتريك (بالإنجليزية: James Patrick) هو سياسي أمريكي، ولد في 1 يوليو 1945 في توين فولز في الولايات المتحدة. حزبياً، نشط في الحزب الجمهوري. وقد انتخب عضو مجلس نواب ايداهو.